# Sociats
Sociats és una masia situada al municipi d'Olius, a la comarca catalana del Solsonès. La seva història es remunta, com a mínim, al 1417, quan apareix en una acta notarial.